# Epirrhoe maculata
Epirrhoe maculata là một loài bướm đêm trong họ Geometridae.